# Rubensstraße 17 (München)

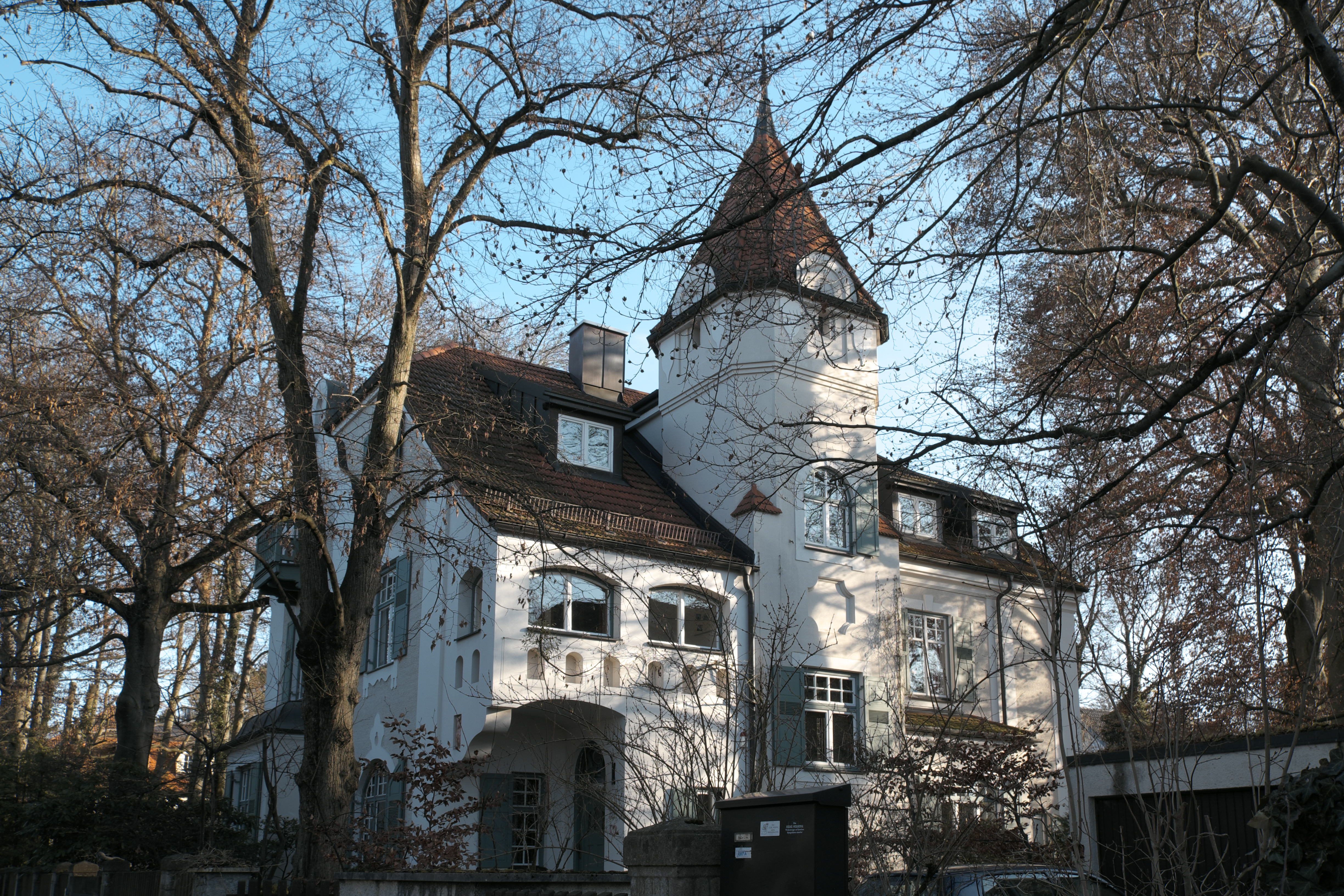
Haus Rubensstraße 17 in Obermenzing

Das Wohnhaus Rubensstraße 17 im Stadtteil Obermenzing der bayerischen Landeshauptstadt München wurde 1903 errichtet. Die Villa an der Rubensstraße, die zur Villenkolonie Pasing II gehört, ist ein geschütztes Baudenkmal.
Die burgartige Villa mit Turm wurde nach den Plänen des Architekten Ulrich Merk errichtet. Das giebelständige Halbwalmdachhaus mit seitlichem Treppenturm und begleitender Loggia wurde 1985 bei der Renovierung so restauriert, dass das bauzeitliche Aussehen wiederhergestellt wurde.